# Аррентела
Аррентела (порт. Arrentela)  —  район (фрегезия) в Португалии,  входит в округ Сетубал. Является составной частью муниципалитета  Сейшал. Находится в составе крупной городской агломерации Большой Лиссабон. По старому административному делению входил в провинцию Эштремадура. Входит в экономико-статистический  субрегион Полуостров Сетубал, который входит в Лиссабонский регион. Население составляет 28 610 человек на 2001 год. Занимает площадь 9,58 км².
Покровителем района считается Дева Мария (порт. Maria). 